# Bernard Longley
Bernard Longley (ur. 5 kwietnia 1955 w Manchesterze) – brytyjski duchowny rzymskokatolicki, od 2009 arcybiskup metropolita Birmingham.

## Życiorys
Święcenia kapłańskie przyjął 12 grudnia 1981 w diecezji Arundel i Brighton. Przez trzy lata pracował jako wikariusz parafialny, a następnie wyjechał do Rzymu na studia licencjanckie z teologii dogmatycznej. Po powrocie do kraju w 1987 został wykładowcą seminarium w Wonersh, zaś od 1996 pracował w Konferencji Biskupów Anglii i Walii jako członek komisji ekumenicznej, a następnie jako asystent sekretarza generalnego.
4 stycznia 2003 papież Jan Paweł II mianował go biskupem pomocniczym Westminsteru ze stolicą tytularną Zarna. Sakry udzielił mu 24 stycznia 2003 kardynał Cormac Murphy-O’Connor, ówczesny arcybiskup metropolita Westminsteru, a zarazem katolicki prymas Anglii i Walii. 1 października 2009 papież Benedykt XVI powierzył mu urząd arcybiskupa metropolity Birmingham. Jego ingres do tamtejszej archikatedry odbył się 8 grudnia 2009.
W 2011 został mianowany współprzewodniczącym (z ramienia katolickiego) Międzynarodowej Komisji Anglikańsko-Rzymskokatolickiej. 13 maja 2025 został wybrany wiceprzewodniczącym Konferencji Biskupów Anglii i Walii.